# Neferu II
Neferu II foi a esposa e irmã do antigo rei egípcio Mentuotepe II que governou na XI dinastia, por volta de 2 000 a.C.

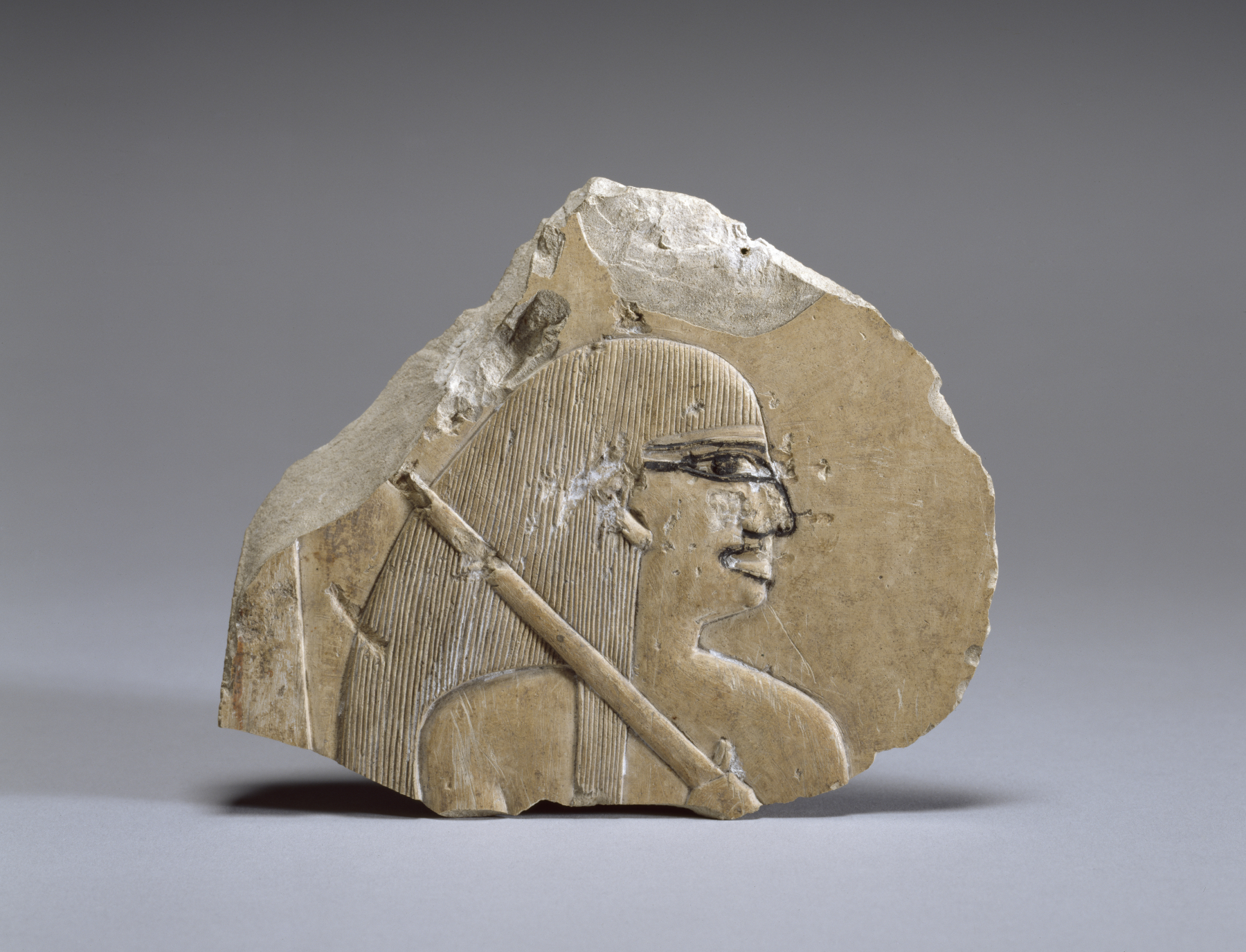
Relevo de uma mulher carregando um guarda-sol, encontrado na tumba TT319 de Neferu. Museu de Arte Walters.

Neferu é conhecida principalmente por sua tumba (TT319) em Deir Elbari. A tumba foi encontrada destruída, mas a câmara mortuária decorada estava bem preservada e muitos fragmentos dos relevos da capela da tumba foram encontrados. Seus principais títulos eram "esposa do rei" e "filha do rei". As inscrições na tumba mencionam que ela era filha de uma pessoa chamada Iá, provavelmente a rainha Iá que era a mãe do rei Mentuotepe II. Ela era, portanto, sua irmã. É sabido que Mentuotepe II era filho do rei Intefe III, que provavelmente era o pai de Neferu.